# Bitwa pod Dermbach
Bitwa pod Dermbach – starcie zbrojne, które miało miejsce 4 lipca 1866 r. w trakcie kampanii pruskiej nad Menem. Bitwa była pierwszym starciem pomiędzy oddziałami pruskimi a bawarskimi podczas kampanii.
Po stronie pruskiej walczyła 13. dywizja pod dowództwem generała von Goebena, która miała przeciwko sobie 3. i 4. bawarski dywizjon piechoty liczące około 15 000 ludzi pod wodzą księcia Karola Bawarskiego. 

## Pozycje wyjściowe
Składająca się z 3 dywizji pruska armia Menu pod wodzą generała Vogela von Falckensteina znajdowała się od dnia 1 lipca w drodze z miejscowości Eisenach w kierunku Fuldy. Miejscowość ta była również celem armii bawarskiej, która zamierzała połączyć się tam z 8. korpusem związkowym składającym się z kontyngentów z Badenii, Wirtembergii, Hessen-Darmstadt, Hessen-Kassel oraz Austrii). 
W dniach 2 i 3 lipca doszło do pierwszych starć pomiędzy Prusakami a Bawarczykami w okolicy Immelborn i Dermbach. Falckenstein spodziewał się tutaj słabych sił przeciwnika, wydał też 13 dywizji pruskiej rozkaz wyparcia Bawarczyków jednym krótkim uderzeniem. Podczas natarcia, walki przeniosły się w okolice Neidhartshausen, Zella oraz Wiesenthal.

## Walki
Atak Prusaków w sile 5 000 ludzi na Neidhartshausen i Zella zakończył się powodzeniem. Armii pruskiej udało się wyprzeć całkowicie siły bawarskie z ich dotychczasowych pozycji obronnych. W trakcie walk doszło m.in. do gwałtownych starć w okolicy klasztoru w Zella. Po południu siły pruskie otrzymały rozkaz wycofania się z zajętych stanowisk, co też nastąpiło. 
Uderzenie na Wiesenthal Prusacy poprowadzili siłami 5 000 ludzi, którzy mieli za zadanie osłonić z flanki własne oddziały walczące w Zella. Po zajęciu pozycji na południowy wschód od Wiesenthal, Prusacy uderzyli na silnie bronioną pozycję Bawarczyków w Nebelberg, którą zdobyły przy wysokich stratach. Bawarczycy jednak wzmocnili swoje siły, co zmusiło Prusaków do wycofania się z zajętej pozycji. Odwrót wojsk pruskich uznany został przez Bawarczyków za zwycięstwo w bitwie.

## Konsekwencje
Walki na obu kierunkach (Dermbach i Wiesenthal) nie wyłoniły zdecydowanego zwycięzcy. Prusacy zdobyli co prawda na krótki czas silnie bronione pozycje bawarskie, nie zmusiły jednak przeciwnika do odwrotu. Gwałtowność walk zaniepokoiła dowództwo bawarskie, które obawiało się okrążającego ataku pruskiej armii Menu. Dnia 5 lipca siły bawarskie skoncentrowały się w okolicy Kaltennordheim na południe od Zella. Pod naciskiem Prusaków, armia bawarska wycofała się w końcu z Turyngii do Bawarii, gdzie zajęła się obroną własnych terenów. 